# John Lourie Beveridge

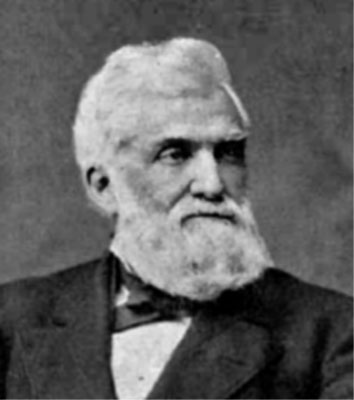
John Lourie Beveridge

John Lourie Beveridge (* 6. Juli 1824 in Greenwich, Washington County, New York; † 3. Mai 1910 in Hollywood, Kalifornien) war ein US-amerikanischer Politiker und von 1873 bis 1877 der 17. Gouverneur von Illinois.

## Frühe Jahre und politischer Aufstieg
John Beveridge besuchte das Rock River Seminary in Illinois. Dann zog er für einige Zeit nach Tennessee, wo er als Lehrer sein Geld verdiente. Nach einem anschließenden Jurastudium und der Zulassung als Anwalt praktizierte er in Evanston und Chicago. Während des Bürgerkrieges brachte er es in der Armee der Union bis zum Brigadegeneral. Nach seinem ehrenhaften Abschied aus dem militärischen Dienst wurde er im Jahr 1866 Sheriff im Cook County. Im Jahr 1871 wurde Beveridge in den Senat von Illinois gewählt. Die beiden folgenden Jahre verbrachte er als Abgeordneter im US-Repräsentantenhaus in Washington. Die Republikanische Partei nominierte ihn 1872 für das Amt des Vizegouverneurs.

## Gouverneur von Illinois
Als der amtierende Gouverneur Richard James Oglesby nach nur zehn Tagen im Amt zurücktrat, um in den US-Kongress zu wechseln, musste Beveridge praktisch die gesamte vierjährige Amtszeit als Gouverneur amtieren. Während seiner dieser Zeit wurden einige karitative Einrichtungen gegründet. Die Nationalgarde wurde verstärkt und das Haushaltsdefizit wurde verringert. Kurz vor Ablauf seiner Amtszeit wurde das neue Kapitol in Springfield eingeweiht, obwohl es baulich noch nicht vollständig fertiggestellt war.

## Weiterer Lebenslauf
Nach Ablauf seiner Amtszeit war er von 1881 bis 1884 bei der US-Finanzbehörde in Chicago angestellt. Danach zog er nach Hollywood in Kalifornien, wo er 1910 starb. John Beveridge war mit Helen M. Judson verheiratet, mit der er zwei Kinder hatte.